# 대역적 쌍곡 다양체
일반 상대성 이론에서 대역적 쌍곡 다양체(大域的雙曲多樣體, 영어: globally hyperbolic manifold)는 초기 조건 문제가 잘 정의될 수 있는 시공간을 묘사하는 다양체이다.

## 정의
{\displaystyle M}이 경계가 없는 매끄러운 로런츠 다양체라고 하자. 만약 {\displaystyle M}이 다음 두 조건을 만족시킨다면, {\displaystyle M}을 대역적 쌍곡 다양체라고 한다.
- (인과성) 인과적 폐곡선을 갖지 않는다.
- (인과 다이아몬드의 콤팩트성) 모든 {\displaystyle x,y\in M}에 대하여, {\displaystyle J^{-}(x)\cap J^{+}(y)}는 콤팩트하다. 여기서 {\displaystyle J^{\pm }}은 인과적 미래와 인과적 과거이다.

만약 첫 번째 조건만 만족시키는 경우, {\displaystyle M}을 인과적 다양체(영어: causal manifold)라고 한다. 원래 대역적 쌍곡성은 위 "인과성" 조건 대신 "강한 인과성"(영어: strong causality) 조건으로 정의되었지만, 2007년에는 강한 인과성을 인과성으로 약화시켜도 같은 개념이 정의된다는 것이 증명되었다.
다양체 {\displaystyle M}의 코시 곡면(영어: Cauchy surface)은 다음 두 조건을 만족시키는, 여차원이 1인 초곡면 {\displaystyle S\subset M}이다.
- (비시간성 영어: achronality) 시간꼴 곡선은 {\displaystyle S}를 2번 이상 관통할 수 없다.
- 모든 점 {\displaystyle x\in M}에 대하여, {\displaystyle x}를 지나는 모든 인과적 곡선은 {\displaystyle S}를 지나게 인과적으로 연장될 수 있다.

코시 곡면의 존재는 대역적 쌍곡성과 동치이다.

## 성질
대역적 쌍곡 다양체 {\displaystyle M}의 코시 곡면 {\displaystyle S}들은 모두 미분동형이며, 또 {\displaystyle M}은 {\displaystyle S\times \mathbb {R} }와 미분동형이다.

## 참고 문헌
- Hawking, Stephen; G. F. R. Ellis (1975년 3월). 《The large scale structure of space-time》. Cambridge Monographs on Mathematical Physics (영어). Cambridge: Cambridge University Press. doi:10.1017/CBO9780511524646. ISBN 978-052109906-6.
- Wald, Robert M. (1984년 6월). 《General relativity》 (영어). University of Chicago Press. ISBN 978-022687033-5.
- Earman, John (1995). 《Bangs, crunches, whimpers, and shrieks: Singularities and acausalities in relativistic spacetimes》 (PDF) (영어). Oxford University Press. ISBN 978-019509591-3.

## 같이 보기
- 인과 구조